# Furazabol
Furazabol (Miotolan) is een anabole steroïde die qua structuur erg veel lijkt op stanozolol. Het verschil is echter dat de 2,3-pyrazoolgroep aan de verbinding vervangen is door een 2,3-furazaangroep. Hierdoor verliest de stof de androgene werking, maar niet de anabole werking.
De stof is gemethyleerd als een 17-α-alkylaat, waardoor het oraal ingenomen kan worden, maar ook licht hepatoxisch is.